# Buffet Crampon
Buffet Crampon et Compagnie es un fabricante francés de instrumentos de viento-madera de alta calidad: oboes, clarinetes, flautas, saxofones y fagotes. La empresa es quizás mayormente famoso por sus clarinetes y por ser elegida como la marca de muchos profesionales.

## Historia
Denis Buffet-Auger, de la familia Buffet, fabricantes de instrumentos musicales franceses, empezó creando clarinetes en París, Francia en 1825. La empresa se expandió bajo Jean-Louis Buffet y su esposa Zoé Crampon y cambió de nombre a Buffet Crampon. (Otro miembro de la familia, Auguste Buffet jeune, que trabajó con el famoso clarinetista Hyacinthe Klosé para desarrollar el sistema Boehm para clarinete, tenía su propio negocio separado de Buffet Crampon.) 
En 1850, Buffet Crampon fundó su sucursal en Mantes-la-Ville. La empresa continuó aumentando su rango y calidad en la producción de instrumentos, fabricando saxofones desde 1866 y ganando numerosos premios y distinciones. la empresa empezó a arraigarse en la industria de instrumentos de viento madera en Estados Unidos a principio de la década de 1900. 
En 1950, la empresa desarrolló su famoso modelo de clarinete R13, un clarinete profesional muy popular. En 1981, Buffet se fusionó con Boosey & Hawkes, que vendió la filial francesa a The Music Group en 2003. Dos años más tarde Buffet fue comprado por otro grupo de empresas francesas. En el año 2006 Buffet Crampon adquirió dos fabricantes de instrumentos de metal, Antoine Courtois Paris y Besson.